# إلين ريختر
إلين ريختر (بالألمانية: Ellen Richter) هي منتجة أفلام وممثلة نمساوية، ولدت في 21 يوليو 1893 بفيينا في النمسا، وتوفيت في 11 سبتمبر 1969 بدوسلدورف في ألمانيا.

## وصلات خارجية
- إلين ريختر على موقع IMDb (الإنجليزية)
- إلين ريختر على موقع ألو سيني (الفرنسية)
- إلين ريختر على موقع أول موفي (الإنجليزية)
- إلين ريختر على موقع قاعدة بيانات الأفلام السويدية (السويدية)
- إلين ريختر على موقع كينوبويسك (الروسية)